# Boubou Traoré
Boubou Traoré (* 3. März 1989) ist ein malischer Fußballschiedsrichter. Seit 2014 steht er auf der FIFA-Schiedsrichterliste.

## Karriere

### Vereinsmannschaften
Im März 2016 leitete Traoré sein erstes bekanntes Spiel in der CAF Champions League sowie ein Jahr später eines des CAF Confederation Cup.

### Nationalmannschaften
Nach der Aufnahme auf die FIFA-Liste leitete Traoré mit einem Freundschaftsspiel zwischen Marokko und Katar sein erstes Länderspiel. Ab 2017 pfiff er einige Qualifikationsspiele zum Afrika-Cup. Seine ersten Turniere waren die U-20-Afrikameisterschaft 2019 und der U-23-Afrika-Cup 2019, wo er jeweils ein Team der WAFU anführte. Ab September 2021 pfiff er einige Partien für die Qualifikation zur Weltmeisterschaft 2022.
Erstmals bei einem Turnier von A-Nationalmannschaften kam er zum Einsatz bei der Afrikanischen Nationenmeisterschaft 2021. Beim Afrika-Cup 2022 leitete er ein Gruppenspiel.